# Szent István Gimnázium (Kalocsa)
A Szent István Gimnázium négyosztályos középiskola Kalocsa belvárosában. Elődjét, a piarista iskolát 1765-ben Batthyány József kalocsai érsek alapította, majd 1860-ban Kunszt József érsek nyolc osztályos érseki főgimnáziummá szervezte át, az oktatást a jezsuita rendnek adta át. 1878-ban csillagászati obszervatórium épült hozzá. 1948-ban államosították, 1949-ben bevezették a koedukált oktatást. 1989-ben visszavette eredeti nevét, az 1990-es évektől önkormányzati oktatási intézményként működik, fenntartója a Bajai Tankerületi Központ. Több tagozaton (humán, reál és idegen nyelvi tagozatokkal) folyik az oktatás, kedvező felsőoktatási felvételi arányt értek el.

## Története

### Alapításának előzményei
Kalocsa városát 157 éven át tartó megszállás után 1686. október 13-án hagyták el a török csapatok, Buda visszafoglalása után másfél hónappal. A város súlyos pusztításokat szenvedett, lakossága elmenekült vagy elpusztult, várát a távozó megszállók felégették. A helyreállítás, visszaköltözés nagyon lassan haladt, az egymást követő török elleni hadjáratok elvonták az anyagi eszközöket, a kalocsai érseki szék 1687–1691 között üresen állt, a déli határvidék közelsége pedig egészen az 1699-es karlócai békekötésig bizonytalanná tette a viszonyokat. 1691-ben I. Lipót császár a magyar főpapság tiltakozása ellenére a szükséges papi előképzettség nélküli Kollonich Lipót grófot nevezte ki kalocsai érsekké, az ellenreformáció radikális harcosát, aki kiűzte a református lakosokat. Államminiszterként és kamarai elnökként a bécsi udvarban politizált. Fő művében, az Einrichtungswerk-ben Magyarország kormányzását az osztrák örökös tartományokhoz hasonló módon javasolta átalakítani, és később az ő tanácsára a magyar főnemességre kivetett császári különadó a Rákóczi-szabadságharc kitörésének egyik kiváltó oka lett.
1696-tól Széchényi Pál lett Kalocsa érseke, aki I. József császár megbízásából közvetíteni próbált az udvar és a kurucok között, de sikertelenül. Ő sem költözhetett Kalocsára, a város romos állapota miatt. A romos székesegyházat ideiglenesen használhatóvá tette, de a háború ismét elérte a várost, Vak Bottyán kiűzte a katolikusokat az egész Kalocsa-Bácsi egyházmegye területéről.
Széchényi Pál halála után, 1710-ben I. József a következetesen császárhű Csáky Imre nagyváradi püspököt nevezte ki kalocsai érsekké és pozsonyi préposttá. Érseki tisztségével járt, hogy Bács vármegye örökös főispánja lett, emellett az egri püspökség és Heves és Külső-Szolnok vármegye adminisztrátorává is kineveztek, miközben megtartotta nagyváradi püspökségét is. Csáky anyagi eszközei lehetővé tették, hogy egyházmegyéjében nagyobb ütemű újjáépítést indítson és Kalocsát ismét érseki székvárosává tegye.

### A piarista iskola (1765–1860)
A török időkben elnéptelenedett város újjáélesztését az érseki székhely helyreállítása, az érsek személyének visszaköltözése segíthette. A birtokviszonyok rendezése ütközésbe került a császári Újszerzeményi Bizottság kisajátító törekvéseivel. (pl. 1713-ban Csáky Imre érsek konfliktusa támadt a Bizottsággal, tanúkat kellett hívnia (Kollonich Zsigmond váci és Patachich György boszniai püspököt), akik hivatalosan megerősítették, hogy a Bizottság által „új szerzeménynek” minősített romos ingatlan valóban az elpusztított régi érseki székesegyház maradványa, tulajdonjoga tehát nem vitatható el). 1733-ban Patachich Gábor érsek megkezdte az új székesegyház építését, valamint papneveldét és teológiai líceumot alapított a városban. Kalocsa érseke egész egyházmegyéjében támogatni akarta az ellenreformációt, a magyarországi reformátusok és délvidéken terjedő ortodox (pravoszláv) kereszténység leküzdésére. 1742-től tanító rendekkel, köztük a piaristákkal tárgyalt a középfokú iskolai oktatás és papképzés megindításáról. A megegyezés ekkor nem jött létre, szükséges anyagi eszközök hiányában.
1760-ban Batthyány József lett Kalocsa érseke. (1761-ben érkezett székvárosába). Megújította a tárgyalásokat piaristákkal („kegyesrendiekkel”). 1764-ben őket bízta meg egy középfokú tanintézet megszervezésével Kalocsán. A jogi hátteret és az anyagi eszközöket alapítványban biztosította, amelyet 1765. június 25-én Mária Terézia királynő is megerősített.
Az alapítvány és a rá épülő szerződés szerint az iskola alapítására az érsek 15 000 forintot és száz körmöci aranyat biztosít, a piaristák rendelkezésére bocsátja a régi papi szeminárium épületét – egy régi vendégfogadó épületének átalakításával, melyet még 1757-ben Klobusiczky Ferenc érsek kezdett el, de már Batthyány érsek fejezte be és rendezte be. (Az épületben ma a városi Művelődési Központ működik). – A működési költségek fedezésére a rendnek földbirtokot juttattak, megkapták a patika kezelési jogát. A szerződés szerint a rend kilenc tanárt delegál Kalocsára, ötöt az elemei iskolai oktatásra, négyes a középfokú kurzusokhoz. 1764. július 24-én érkezett megérkezett Szegedről a kalocsai piarosta rendház első főnöke, Zsigmondovics Illés. Az átalakított iskolaépületet 1764. augusztus 15-én adták át. Batthyány érsek segítségével 1765. november 6-án megindíthatták a piarista kollégiumot. 1766-ban az érsek megvásárolta Royer Ferenc esztergomi nyomdáját, Kalocsára hozatta és 1768-ban a piaristák használatába adta. Ez volt Kalocsa első nyomdája, mely az iskola tanárain kívül ki tudta elégíteni a város és az egyházmegye könyvnyomtatási szükségleteit is (1817-ig működött).
A piarista tanárok között irodalmi és tudományos tevékenységet végző személyek is voltak, pl. Simai Kristóf akadémikus, drámaíró, az „Igazházi” szerzője, 1806-tól, Peer Jakab irodalomtörténész, a Peer-kódex felkutatója, Endrődy János költő, Albert János nyelvész és matematikus, Hannulik János (1745–1816) költő, Katona Mihály Dénes (1782–1874) történész, író és gyümölcsnemesítő, Széchy Ágoston Imre (1778–1852) nyelvtudós és mások. Tevékenységük megmozgatta a város újjászülető kulturális életét. Az itt végzett diákok között a legismertebb Magyar László felfedező, Afrika-kutató, aki 1831–1834 között tanult a kalocsai kollégiumban.
A piarista kollégium 1765–1778 között, Batthyány József érsek idejében, aki közvetlenül támogatta az intézményt. Nevelési rendszerük kezdetben a Cörver János rendfőnök által 1757-ben kidolgozott „Methodus” tanrend („Cörver-rendszer”) , majd az 1762-ban készült „Projectum” szerint folyt, majd az egész piarista nevelési-oktatási rendszert 1766-ban a budai helytartótanácshoz benyújtott „Norma Studiorum” reformterv szerint alakították át. Hazafias nevelést és a praktikus tudást adtak a tanulóknak, kiemelten kezelték a matematika, fizika és földrajz oktatását. Nyugati nyelveket oktattak, de szembeszálltak a németesítő törekvésekkel. A magyar nyelvet 1792-től önálló tantárgy keretében tanították. Az iskolai tantárgyak mellett vívást és a tánctudást oktattak, zenei és színi előadásokat szerveztek.
A Batthyány érsek utáni időkben a kollégium lehetőségeit a mindenkori politikai és pénzügyi lehetőségek határozták meg. 1778-ban az I. Ratio Educationis tanrendje megszüntették a filozófiai (bölcsészeti) oktatást. II. József nyelvrendelete újabb korlátot jelentett. 1785-ben felemelték a tandíjakat, az alsóbb néprétegek gyermekeit kiszorultak az oktatásból.
1806-tól, a II. Ratio Educationis törvényerőre emelkedése után a gimnázium hatosztályossá bővült. A fellendülést azonban megakasztották a napóleoni háborúk. A pénzt többször leértékelték, az iskola támogatása nem nőtt, anyagi helyzete súlyosan megrendült. Az 1848–49-es forradalom és szabadságharc alatt a képzés megszakadt, a tanárok és diákok egy részének önkéntes katonai szolgálata következtében. A háborúban a város többször gazdát cserélt, az iskolát Kossuth Zsuzsanna hadikórházzá alakította, az oktatás és tanárok, diákok elszállásolása is lehetetlenné vált. Az iskola  s az oktatás teljesen háttérbe szorult. Az intézmény történéseit feljegyző regiszter, a „Historia Domus” szerint még Raffay János rektornak is csak a fáskamrában jutott hálóhely.
A szabadságharc leverése után vereségét követő császári megtorlás és a neoabszolutizmus kiépülése végképp megrendítette az iskola helyzetét. Nádasdy Ferenc érsek átmenetileg bujdosni kényszerült, halála után széküresedés állt be, utódját, Kunszt Józsefet 1852-ben nevezték ki. Kunszt érsek a kollégiumot nyolcosztályos főgimnáziummá akarta fejleszteni, de erre a feladatra a piarista rendet nem tartotta alkalmasnak. Pállya István rendfőnök jelentéseiben leírta a pénzhiányból eredő nyomorúságos helyzetüket, ami miatt nem tudják megfelelően elszállásolni, élelmezni a tanárokat, ellátni a gyengélkedőket, betegeket.
Kunszt érsek a császár valóságos belső titkos tanácsosa volt, és bizalmatlanul tekintett a szabadságharcban aktív részt vállaló piarista rendházra és a többi magyarországi tanító szerzetesrendre. 1853-tól tárgyalni kezdett a jezsuitákkalkal. A jezsuiták „Organisations Entwurf” tanrendszere alapján a négyosztályos algimnázium nyolc évfolyamos főgimnáziummá fejlesztését kívánta. 1860-ra a piaristák elhagyták Kalocsát, iskolájukat a jezsuitáknak adták át.

### A jezsuita gimnázium (1860–1948)

#### Jezsuiták Kalocsán 1860 előtt
Az első néhány jezsuita atyát még 1760-ban hívta Kalocsára Batthyány József érsek. A jezsuita rend eltörlése (1773) után a rend további tagjai költöztek Kalocsára, hogy más tanító rendekhez csatlakozva itt munkálkodjanak, köztük Takáts Márton teológus, Palma Károly Ferenc történetíró, Metz Ferenc, Dobay László és Katona István kanonok, a magyar kritikai történetírás jelentős alakja. A Historia critica regum Hungariae c. nagy művének több kötetét Katona a kalocsai szolgálata idején írta. A jezsuiták működését VII. Piusz pápa 1814-ben újra engedélyezte.

#### A Habsburg Birodalomban (1860–1867)
Kunszt József érsek  1852-ben vette át hivatalát. Fejleszteni kívánta az iskolát, de a piaristákat már tartotta erre alkalmasnak sem anyagi, sem politikai okokból. Ezért a jezsuita rend osztrák tartományfőnökéhez fordult, aki a Magyar Királyság területét is felügyelte. Az első felkérést a rendfőnök visszautasította. Kunszt érsek ezután saját költségén új kétemeletes iskolaépületet, vele összefüggő konviktust (nevelőintézetet) és templomot, valamint rendházat is emeltetett Kalocsa belvárosában. Erre 200 000 forint összegű érseki alapítványt tett (összehasonlításként, a Magyar Tudományos Akadémiának 10 000 forintot adományozott). A jezsuita rendfőnök az új ingatlant már megfelelőnek találta és megállapodást kötött Kunszttal tanárok küldéséről. Az új jezsuita iskola alapító okiratát Kunszt érsek 1860. szeptember 4-én írta alá. Az új épület oldalán emléktábla szövege örökíti meg az alapítást: „Isten dicsőségére, a honi katolikus ifjúság erkölcsi s tudományos kiműveltetésére szánta, emelte, alapította, s Szent István király pártfogása, s védelme alá helyezte Kunszt József kalocsai s bácsi érsek 1860-ban.”
A gimnázium (ekkori nevén Stephaneum első rektora az osztrák születésű Weninger Sándor lett, aki nyolc tanártársával együtt jött Kalocsára, és az 1860-61-es tanévvel átvette az iskola irányítását a távozó piaristáktól. 1863-ra felépült a kollégium új szárnya. A négyről nyolc osztályosra bővítést tanévenként felmenő rendszerben végezték, az első nyolcosztályos tanév az 1864-65-ös lett.
Az első tanévben a gimnáziumban 144-en, a Szent István királyról elnevezett nevelőintézetben, a Stephaneumban 15-en tanultak. Az első érettségi vizsgát 1865-ben bonyolították le. 1866-ra a diáklétszám már 412-re nőtt. Az iskolaépületet bővítették. Kunszt érsek 1866 elején elhunyt, jelentős összeget hagyott örökül a jezsuita rendnek. Kinevezett utódja, Lonovics József érsek súlyos betegsége miatt nem foglalhatta el székét, 1867 márciusában meghalt. Áprilisban a tudós Haynald Lajos lett az új érsek, a schweinfurti Leopoldina Német Természettudományos Akadémia tagja, aki a magyar katolicizmus történetében az egyik legjelentősebb hatású főpapnak bizonyult.

#### Az Osztrák-Magyar Monarchiában (1867–1918)

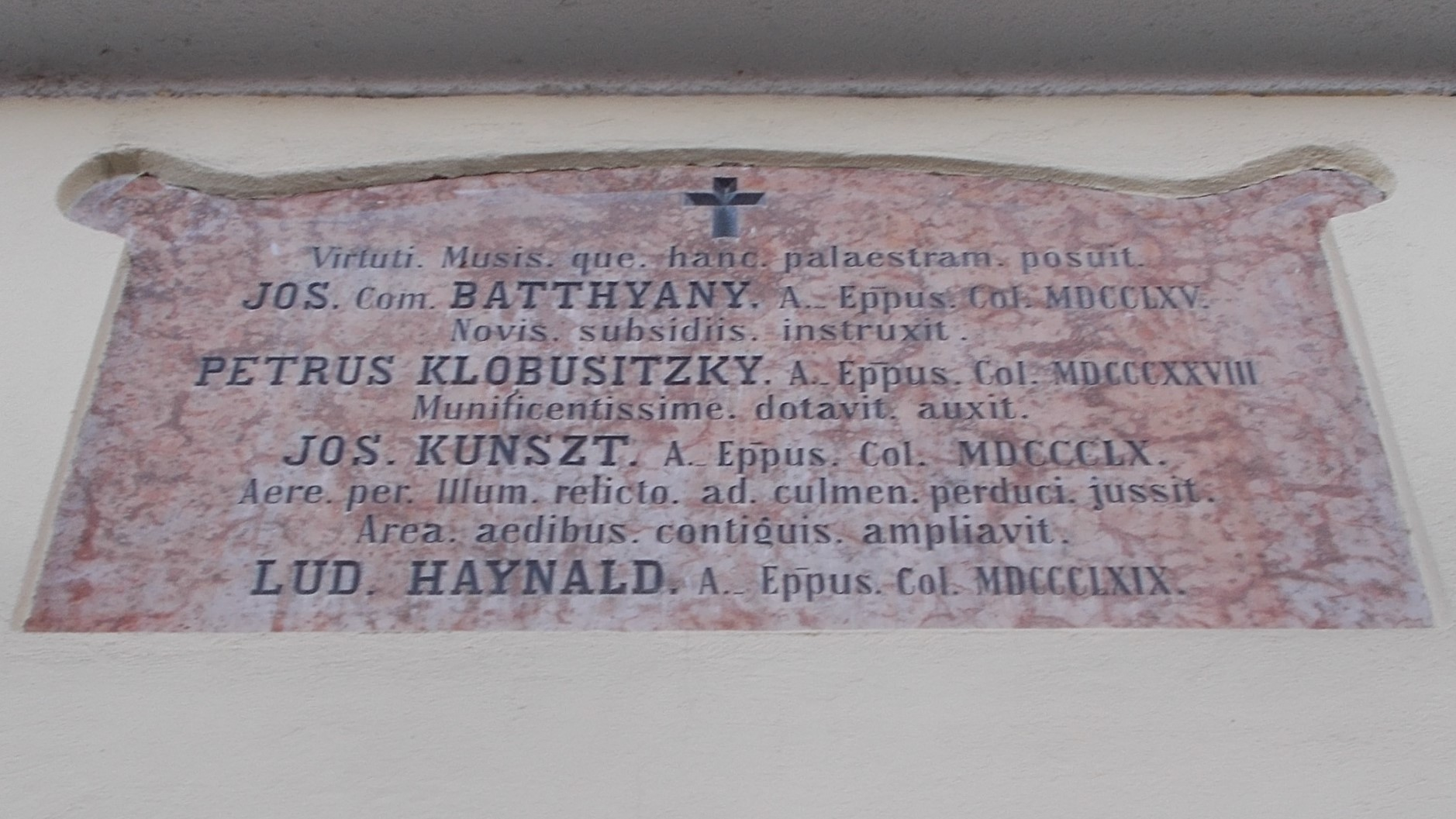
Az építtető érsekek emléktáblája

Kalocsára költözése után Haynald érsek egyezséget kötött a jezsuita renddel, melynek értelmében az egyházmegye magára vállalta a gimnázium új épületének építését, cserébe a rend lemondott a Kunszt érsektől örökölt vagyonról. Folytatódhatott az iskola fejlesztése. 1869 februárjában megkezdődött az építkezés, ugyanezen év szeptemberében az új  (a mai Haynald utcára néző) épületben megindult a tanév. A tanintézet korszerű taneszközökkel szerelték fel, jelentős könyvtárat hoztak benne létre. Haynald érsek idején a jezsuita gimnázium és maga a város is újabb fejlődési szakaszba jutott. 1870-ben új épületrészben megindították a Mária kongregációt. A kalocsai gimnázium és konviktus országos hírű intézménnyé vált, nemesi és jó polgári családok gyermekei tanultak itt.
1877–1778-ban Haynald érsek támogatásával kétkupolás csillagvizsgáló épült a gimnázium új, 1869-os épületszárnyának tetejére. Tervezésében és felszerelésében részt vett Konkoly Thege Miklós csillagász is. Első vezetője 1878-tól a német Karl Braun lett. 1885-től Fényi Gyula került a csillagda élére, vezetése alatt a csillagvizsgálóban kiemelkedő tudományos eredmények születtek.

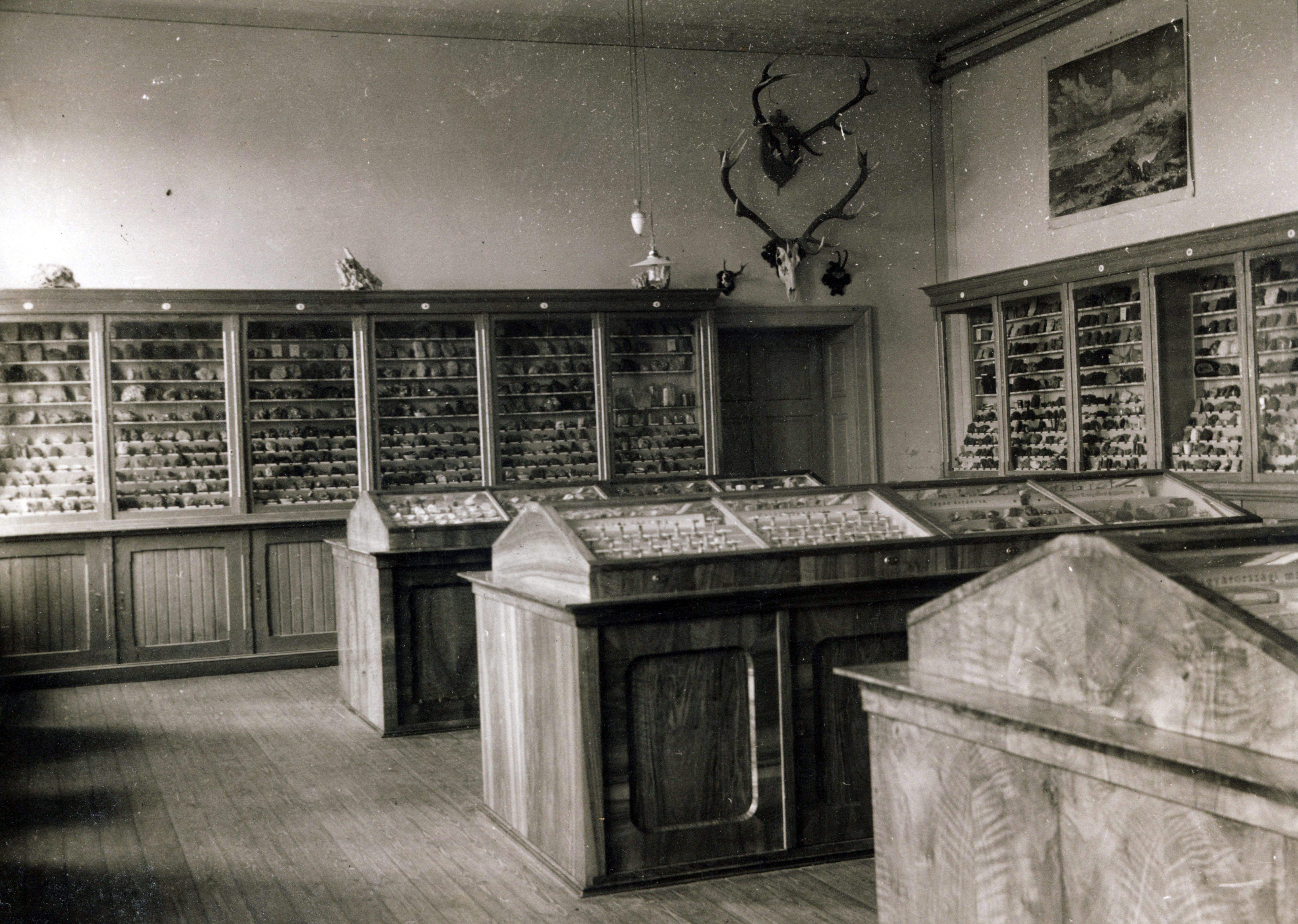
Az iskola ásványtára (1938)

Jelentős természettudományi gyűjteményeket állítottak össze, melyet az oktatáshoz is felhasználtak. Az állat- és növénygyűjtemény, az ásvány- és kőzettár Menyhárth László rektor, Thalhammer János és Tóth Mike Mihály paptanárok munkájának eredménye volt. (Az ásvány- és kőzettár ma a Viski Károly Múzeumban található.) Az iskolát Trefort Ágoston akadémikus,  vallás- és közoktatásügyi miniszter is meglátogatta (1875-ben és 1883-ban), és elismerőleg szólt az itt folyó oktatási és tudományos munkáról.
A bentlakó diákok számának növekedése miatt 1886-ban a Stephaneumnak új épületet emeltek, 1887-ben új rendházat (kollégiumot), 1889-ben újabb épületszárnyat építettek a rajzteremnek és tornateremnek. 
A diákok többsége jómódú földbirtokos, vállalkozó és nemesi családok sarja volt. A létszám egyharmadát kitevő, szegényebb sorsú diákok többféle ösztöndíjra pályázhattak, tőlük az iskola elvégzésének feltételeként kitűnő tanulmányi eredményt is elvártak. A gimnázium képzési alapelvét az „akarati nevelés és a jellemképzés, egyéniségek kinevelése” képezte. A nevelési célokat Komárik István (1855–1940) foglalta írásba. Az internátusban szigorú felügyeleti rendszer uralkodott, a paptanárok a tanítási időn kívül is növendékeik között tartózkodtak. Jól felépített büntetési-jutalmazási rendszer keretében a legjobban teljesítő diákoknak az érsek személyesen érdemkeresztet adott át, a kitüntetettek nevét beírták az iskola aranykönyvébe.
Az első világháborúig az iskola töretlenül fejlődött. 1903-ban Császka György érsek pénzadományából az egész intézménybe bevezették a villanyt. 1905-re elkészült a gimnázium újabb, a főutcára néző épülete is. Új szertárakat, előadótermeket, gyűjteményeket rendeztek be, korszerű műszereket szereznek be. 1912-re épült ki teljesen a ma látható  négyszögletes zárt épülettömb, víz- és csatornarendszerrel, központi fűtéssel ellátva. A Haynald-obszervatórium vezetője 1912-től a svájci születésű Angehrn Tivadar lett, aki csaknem négy évtizeden át, egészen az 1950-es megszűnésig vezette a csillagdát. A háború kitörése súlyosan érintette az intézetet. A bevonultatott diákok és tanárok közül többen elestek a háborúban, emlékükre később emléktáblát állítottak. A katonai hatóság már a háború első fázisában, 1914. szeptember 17-én lefoglalta a szeminárium épületét hadikórház céljaira. A hadi erőfeszítés támogatására jegyzett hadikölcsönök a háborús vereség miatt értéküket vesztették.

#### A Tanácsköztársaság idején (1919)
A Tanácsköztársaság hónapjai alatt a gimnáziumot újabb csapások érték. Összeütközésbe kerültek a helyi direktóriummal, a május elsejei felvonulásra kivezényelt diákság szónoka a kommunizmust bíráló beszédet mondott. Kunfi Zsigmond oktatási népbiztos személyesen próbálta együttműködésre bírni a vezetőséget, ennek megtagadása után, 1919. május 22-én bezáratta a jezsuita iskolát és a Stephaneumot. A diákok féltek a Vörös Hadseregbe való kényszer-besorozástól is. Az intézményt államosították, a tanítást kommunista tanárokkal folytatták. A diákok nagy része elmenekült vagy tiltakozásul otthon maradt. Június 24–26-án a Szamuely Tibor népbiztos által vezetett Lenin-fiúk tömeggyilkosságokat hajtottak végre Kalocsán. Tizenöt polgárt a gimnázium előtti főutcán a fákra akasztottak, a város szűkebb környékén további ötven embert végeztek ki.

#### Trianon után (1919–1948)
A Tanácshatalom bukása után a jezsuita tanintézet vezetése korszerűsítette a pedagógiai programot. Fő célként a középosztály oktatását jelölték meg, növelték a reáltárgyak súlyát, erősítették a nyelvi képzést, hogy a végzősök a gazdasági élet talpra állításában játszhassanak hasznos szerepet. A tanulók többsége középosztálybeli szülők gyermeke volt, szegényebb sorsú tanulók számára továbbra is fenntartottak tanulmányi ösztöndíjakat. A trianoni tragédia következményeként az oktatás-nevelésben megjelent a napi politika tárgyalása és a politikai ideológia átadása is. Az iskola részt vállalt a határon túli magyar diákok képzéséből is. 1921-ben megszervezték a KADOSZ-t (Kalocsai Diákok Országos Szövetségét), ennek első kongresszusát az intézetben tartották. A „Kalocsai Kollégium” című új folyóirat lett a KADOSZ hivatalos lapja.
1929-től ifjúsági folyóiratot alapítottak „Regnum” címmel, a korabeli ifjúságot érdeklő eseményekről, tudományos és műszaki újdonságokról. Gyakorlati ismereteket adó szakkörök alakultak (gyorsírás, technikai ismeretek). A színjátszókör vígjátékok és daljátékok előadásán dolgozott. Ösztönözték a sportot és testnevelést. 1930-ban megalakult a gimnázium cserkészcsapata. Az idősebb diákok számára kötelező volt a leventemozgalomban való részvétel. Horváth Győző segédpüspök anyagi segítségével az intézet a Szelidi-tónál diáktábort, vízisport-telepet hozott létre.

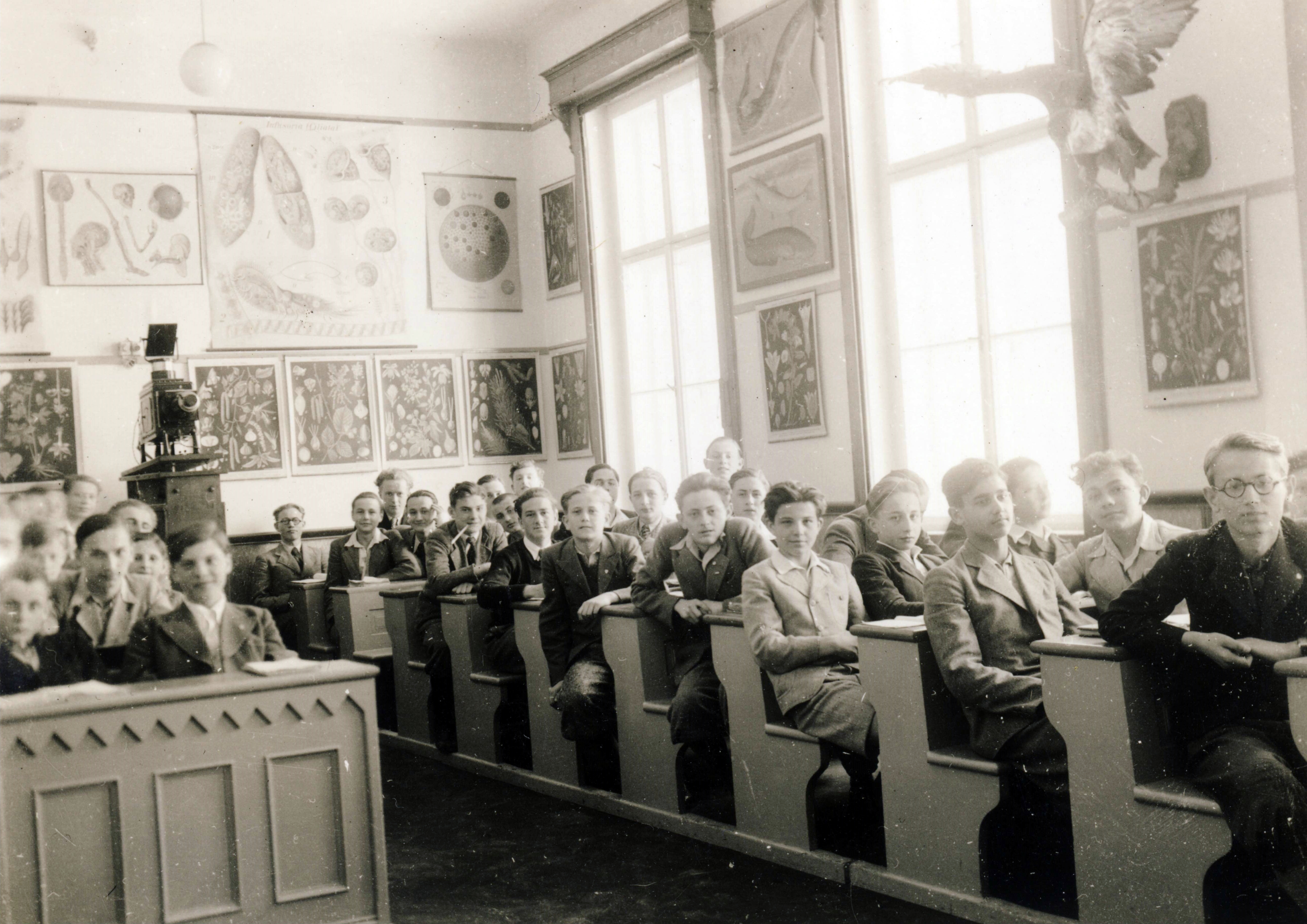
Tanóra a gimnáziumban (1938)

A gimnázium országos tekintélynek örvendett az 1930-as évek végéig, a világgazdasági válság kialakulásáig. Ettől kezdve fokozatos hanyatlás állt be. A tanulói létszám csökkent, a tanulmányi eredmények romlottak, a bukások száma nőtt. Az ország belépése a második világháborúba tovább rontotta a viszonyokat. Hosszú téli „szénszünetek” csorbították a tanulmányi időt. A háború kiszolgálása (cserkészet, leventeképzés, fegyvergyakorlatok, óvóhelyépítés) háttérbe szorította a tanulmányi munkát. 1943 februárjában, a doni katasztrófa után az intézményt hadikórházzá alakították, csak néhány termet hagytak meg az iskolának. A közös rendezvények megszűntek, az oktatást délelőttös és délutános „műszakokban” folytatták. 1944-ben az iskola összes helyiségét lefoglalják a hadikórház céljaira.
Az 1944. október 31-én Kalocsára bevonuló szovjet Vörös Hadsereg a jezsuiták összes épületét lefoglalta. 1945 februárjában a kisszeminárium épületét is át kellett adni a szovjet parancsnokságnak. Az 1944–45-ös csonka tanévet május 20-án lezárták le, a diákokat a bizonyítványok kiállítása után hazabocsátották. Az új hatalommal békés kompromisszumot kereső Grősz József érsek erőfeszítései nyomán a gimnázium még 1948-ig működhetett a jezsuiták felügyelete alatt. Az 1861 óta jogfolytonosan működő gimnáziumnak azonban ez lett az utolsó egyházi iskolai tanéve.

### A Magyar Népköztársaságban (1949–1989)

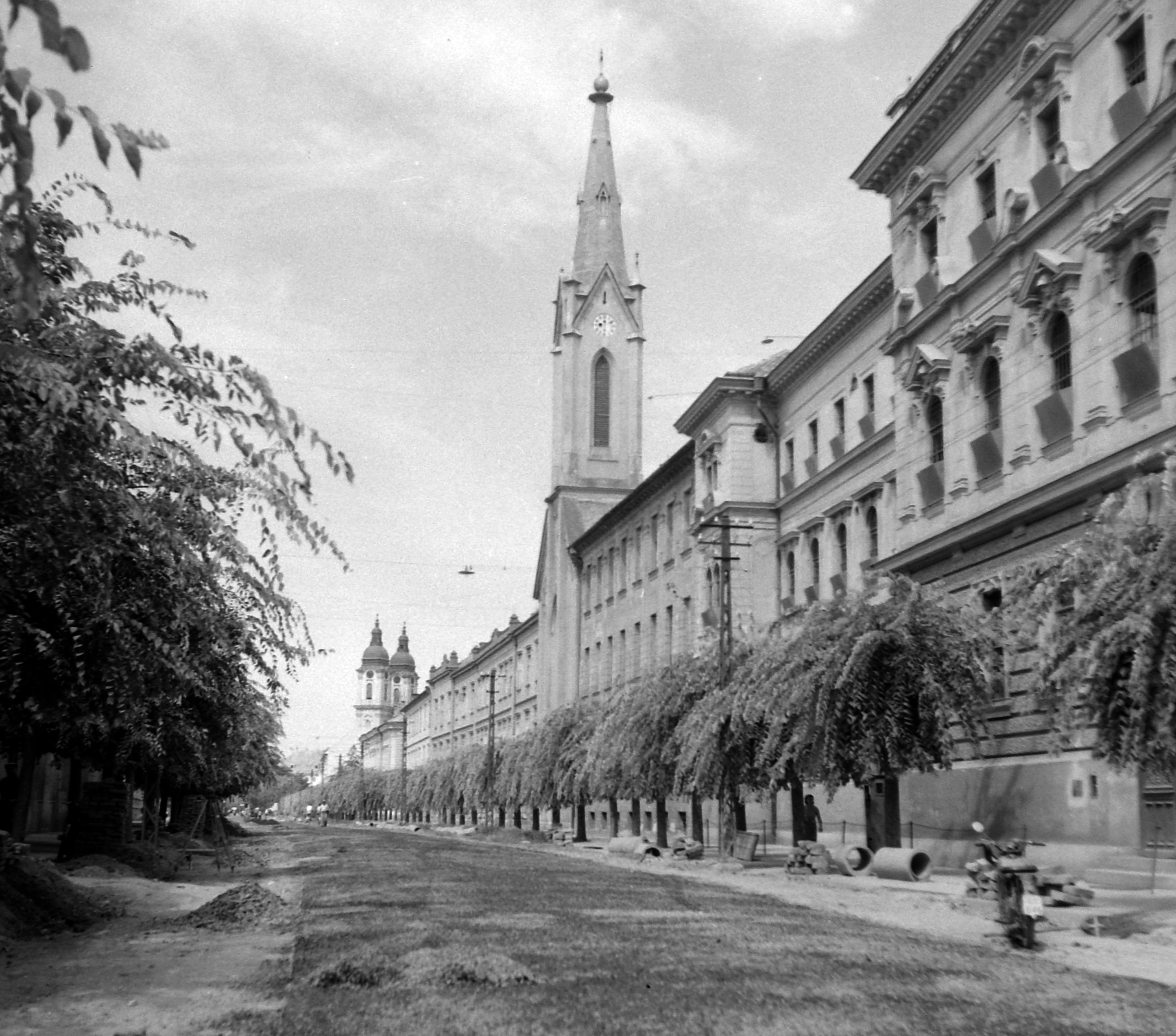
A Hunyadi János úti homlokzat és a Szent István templom (1955)

1949-ben a gimnáziumot államosították. A jezsuita tanárokat elűzték, 1950-ben le is tartóztatták. Még 1949-ben bevezették a koedukált oktatást, a gimnáziumban az állampárti tanterv szerint kezdődött újra az oktatás. Fellendülés csak az 1960-as években kezdődött.

### A jelenkorban (1990 után)
A gimnázium a rendszerváltás után változatlanul működik, és a mai napig teljes középiskolai oktatást nyújt. 2024 szeptemberében a megszokott három osztály (Műszaki, Társadalomtudós, Nyelvészet) helyett csak kettő osztály indult, a gimnáziumba felvett nyelvészeti tanulók hiányában.[forrás?]
A tanulók száma jelentősen megnőtt az utóbbi évekhez képest, jelenleg 200-250 között mozog.[forrás?]

## A Haynald Lajos obszervatórium

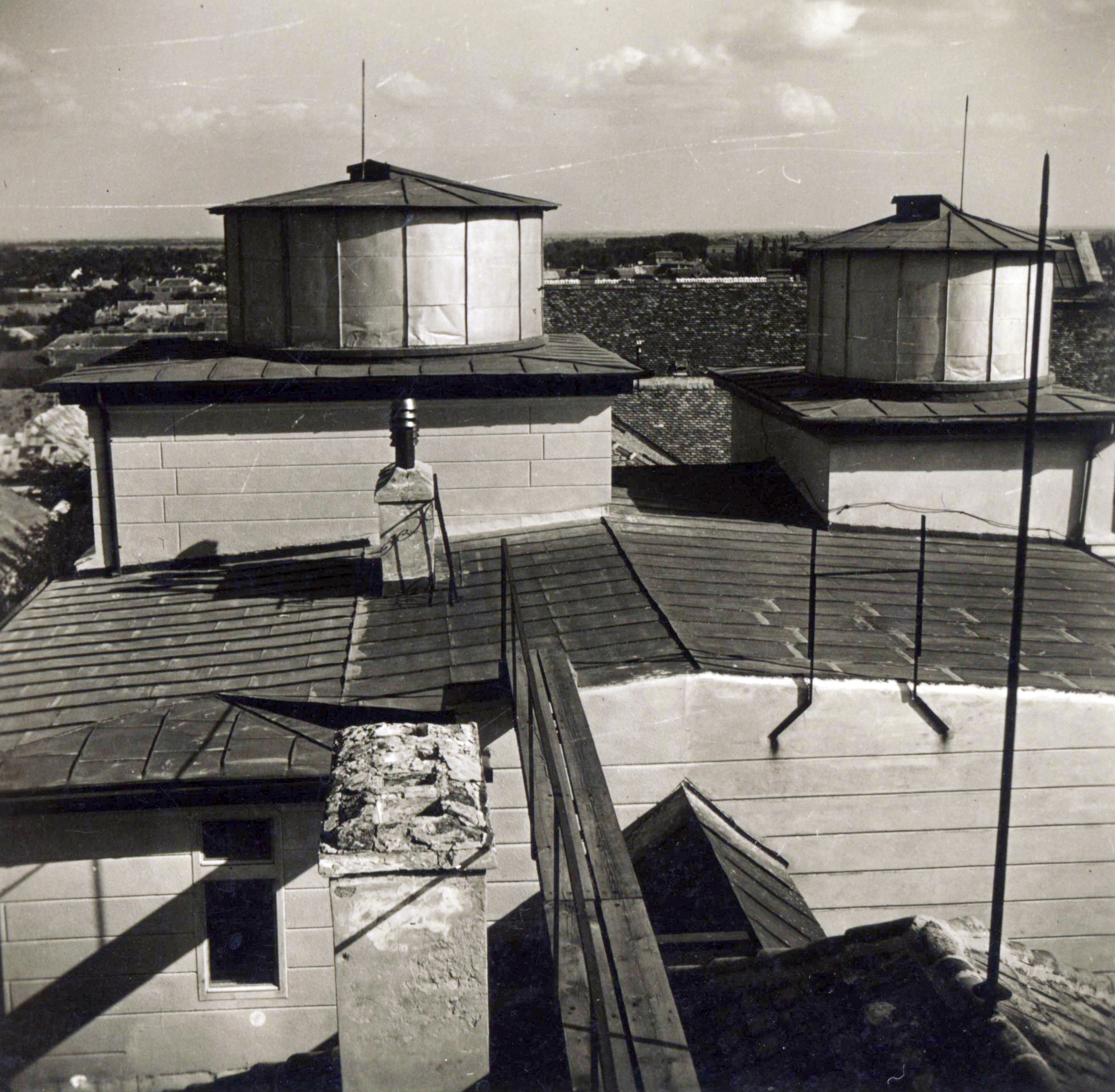
Az obszervatórium kupolái (1930)

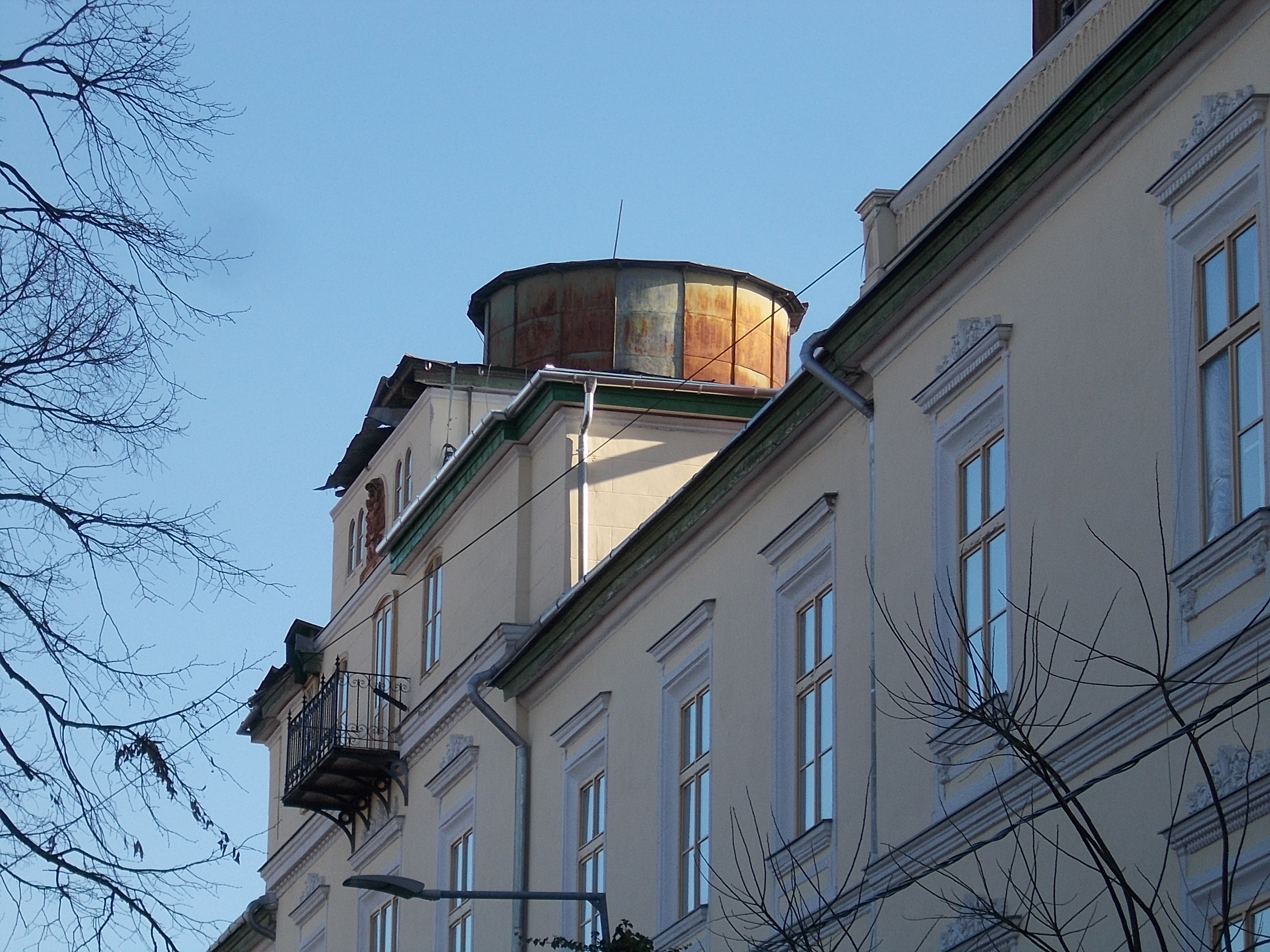
Az obszervatórium északi kupolája a Hunyadi János út felől

A főgimnázium épületének tetejére 1877–1778-ban, Haynald Lajos érsek kezdeményezésre és jelentős anyagi támogatáséval megépült a kétkupolás obszervatórium. Az épületszerkezet megnövekedett terhelése miatt komoly statikai ellenőrzést kellett végezni, de komolyabb megerősítés nem vált szükségessé. Az obszervatórium alapítójának nevét kapta. Megtervezésében és felszerelésében – Haynald érsek személyes felkérésére – részt vett Konkoly Thege Miklós (1842–1916) csillagász is, aki első, saját csillagvizsgálóját néhány évvel korábban, 1871-ben építette meg Ógyallán. A kalocsai obszervatórium első vezetője 1878-tól a német Karl Braun lett.
A beszerzendő csillagászati műszerek listáját Konkoly-Thege és Braun állították össze. A főtávcső 19 cm-es lencséje a müncheni Merz cégnél készült, az automata óraszerkezettel is felszerelt hétmázsás távcső szerkezetét az angliai Cooke cég gyártotta és szerelte. További, kisebb távcsövek is helyet kaptak a kupolákban, így a Haynald érsektől ajándékba kapott kisebb, kézi mozgatású távcső, egy Cooke gyártmányú „passage”-távcső, az áthaladó égitestek követésére és pontos időmeghatározás céljára, továbbá egy 9 cm-es lencséjű, hordozható üstökös-kereső távcső, végül egy Zöllner-féle fotométer (azaz fényességmérő műszer).
Braun utódja 1884-tól Hüninger Adolf lett, de betegsége miatt rövidesen, 1885-től Fényi Gyula került a csillagvizsgáló élére. Csaknem három évtizeden át, 1913-as nyugállományba vonulásáig irányította azt. Az ő kutatási eredményei tették világhírűvé a kalocsai obszervatóriumot. Vezetése alatt a csillagvizsgálóban kiemelkedő tudományos munka folyt, elismert tudományos eredmények születtek. Fényi Gyulának a Nap légkörével és a napkitörésekkel foglalkozó tanulmányait több nemzetközi tudományos folyóirat leközölte.
1913-tól Fényi utódja a svájci Angehrn Tivadar lett, aki csaknem négy évtizeden át, egészen 1950-ig dolgozott itt. Az 1920-as évektől az obszervatórium már a fennmaradásáért küzdött. Angehrn elődjének kutatásait folytatta. Ő lett a Haynald-csillagvizsgáló utolsó igazgatója. 1950 júniusában a többi kalocsai jezsuitához és Grősz József érsekhez hasonlóan a kommunista rendőrség őt is elhurcolta. Angehrnt a svájci nagykövetség közbenjárására elengedték, elhagyhatta az országot, az ausztriai Feldkirchben élt haláláig. Az államosítás megszüntette a csillagvizsgáló önálló kutatóhelyként való működését. A főtávcsövet, más fontos műszereket és az obszervatórium dokumentációit Budapestre szállították. Az obszervatóriumot 1951-től kezdve csak amatőr és bemutató csillagdaként használták.

## Híressé lett növendékek
- Apor Vilmos püspök, vértanú (1892–1945)
- Batthyány-Strattmann László herceg, „a szegények orvosa” (1870–1931)
- Budanović Lajčo püspök és apostoli kormányzó Szabadkán (1873-1958)
- Charmant Oszkár jogász, politikus (1865–1925)
- Lutter Tibor irodalomtörténész (1910-1960)
- Magyar László Afrika-kutató (1818–1864)
- Margalits Ede (1849–1940) filológus, egyetemi tanár, fordító, író.[27]
- Preisz Hugó orvos, bakteriológus, az MTA tagja (1860–1940)
- Prohászka Ottokár püspök, politikus (1858–1927)
- Vlahovics Emil (1849 körül-1910) főgimnáziumi földrajz- és történelemtanár.

## Kapcsolódó információk
- Szent István Gimnázium Kalocsa város honlapján. kalocsa.hu. (Hozzáférés: 2020. október 21.)
- Kalocsai Szent István Gimnázium OK 027942. Oktatási Hivatal Köznevelési Információs Rendszer (kir.hu). [2020. október 15-i dátummal az eredetiből archiválva]. (Hozzáférés: 2020. október 21.)
- Szent István Gimnázium (hírek). kalohirek.hu. (Hozzáférés: 2020. október 21.)
- Szent István Gimnázium (épülete). Műemlékem honlap (muemlekem.hu). (Hozzáférés: 2020. október 21.)